# Wild Orchid
Wild Orchid fue un grupo de música pop original de los Estados Unidos, compuesto por Renee Sandstrom, Stefanie Ridel y Fergie, quien está última es la exintegrante de The Black Eyed Peas y que actualmente continúa su carrera como cantante en solitario.

## Historia
Wild Orchid comienza mientras las chicas eran adolescentes; el escritor Bobby Sandstrom ayudó a las integrantes a escribir y grabar demos. Firmaron un contrato temporal con Sony BMG después de cantar con RCA Records en 1994. Su nombre original fue NRG, pero por motivos legales fue cambiado. La banda original incluía a Micky Duran, quién más tarde abandonó.
Su primer sencillo "At Night I Pray" llegó al chart Billboard en invierno de 1996; un video fue dirigido por Marcus Nispel, conocido por trabajar con Janet Jackson, y fue notablemente rotado en MTV y VH-1. En 1997, Wild Orchid lanza su homónimo álbum debut Wild Orchid. El álbum escrito en su mayor parte por la banda alcanzó a vender cerca de un millón de copias mundialmente, gracias a sus sencillos "Talk To Me" (que fue incluida en la famosa película Fools Rush In), "At Night I Pray" y "Supernatural". El álbum recibió dos nominaciones a los premios Billboard por "Talk To Me", otras dos en los premios Lady Of Soul/Soul Train Awards - una por Álbum del año por dúo o grupo y otro por Mejor Video musical por "Talk To Me"- y una para los American Music Award por Mejor Artista Nuevo R&B/Soul.
Wild Orchid se pasó los años 1996-1997 promocionando su álbum debut, presentándose en el show de Ricki Lake, Access Hollywood, MTV, el show de RuPaul, Hard Copy, Vibe y Soul Train, además de ser invitadas en la serie Goode Behavior.
A finales de 1997, el grupo hizo un tour con 98 Degrees y NSYNC, y lanzó su segundo álbum, Oxygen, en la cual estaba incluida el sencillo "Be Mine". En una performance en la ciudad de Nueva York, la banda invitó al cantante R&B Eric West para cantar con ellas.
En 1999, las chicas cantan "Declaration" y "Come As You Are" en el ficticio Peach Pit After Dark durante la novena temporada de la drama de Aaron Spelling, Beverly Hills, 90210 (en el episodio Beheading St. Valentine).
Wild Orchid también condujeron el programa "Great Pretenders", que era transmitido los sábados a la mañana en Fox Family. Además hicieron otro tour con Cher y Cyndi Lauper.
En 2001, el grupo lanza Stuttering (Don't Say), que logró entrar al Top 40, y tuvieron un concierto especial en Much Music, llamado Shout Back, el 29 de julio del mismo año. El show privado fue grabado en la ciudad de New York el 8 de abril. Pero el grupo se quiebra tras la ida de Stacy para formar parte del grupo Hip-Hop, Black Eyed Peas, bajo el sobrenombre de Fergie.
En 2003, Wild Orchid hace una aparición con sólo Renee y Stefanie. Su último álbum, Hypnotic, falló en entrar a los charts de Billboard. Desde allí, Renee estuvo trabajando como cantante privada y Stefanie actualmente es miembro del dúo House/Techno, 5th Element (5.º Elemento), además de escribir y producir canciones para otros artistas como las Slumber Party Girls.
"Talk To Me: Hits, Rarities & Gems" fue lanzado por Sony BMG, como producción especial el día 26 de septiembre de 2006. Es un fundamental paquete que incluye grandes éxitos, que contiene los lanzados sencillos y canciones regulares de "Wild Orchid" y "Oxygen", además del sencillo de "Fire", "Stuttering (Don't Say)", su respecto B-Side "Lies".
En 2006, Fergie hace una entrevista con Entertainment Weekly, dónde revela que las frustraciones con la banda y problemas personales con las drogas hacen que ella deje Wild Orchid. Pero la decisión final la tomó al conocer en un concierto a will.i.am, líder de su actual banda Black Eyed Peas, quién la invitó a colaborar en unas canciones. Esto se revirtió, y Stacy terminó siendo un miembro regular.
Renee actualmente está doblando la voz de Princesa Fiona, de Shrek.
Stefanie cambió su rumbo y comenzó a escribir y producir música. Ella coescribió y produjo todas las canciones del álbum debut de la banda Slumber Party Girls, "Dance Revolution". Además colaboró con varias canciones en el álbum debut de Joanna y 2 para "The Dutchess", el CD éxito de su excompañera Fergie. Stefanie también cofundó "Talent Bootcamp", que sirve para buscar nuevos artistas con talento. Stefanie hoy por hoy está en un estudio escribiendo y produciendo las canciones del futuro álbum debut de Primas J. Al mismo tiempo, trabaja con la banda sonora de la película Bratz, haciendo la voz de Yasmin.

## Discografía

### Álbumes
- 1996: Wild Orchid
- 1998: Oxygen
- 2001: Fire
- 2003: Hypnotic
- 2006: Talk to Me: Hits, Rarities & Gems

### Sencillos
| Año  | Título                   | Álbum       | US  | Canadá |
| ---- | ------------------------ | ----------- | --- | ------ |
| 1996 | "At Night I Pray"        | Wild Orchid | 29  | 29     |
| 1997 | "Talk to Me"             | Wild Orchid | 10  | 38     |
| 1997 | "Supernatural"           | Wild Orchid | 70  | -      |
| 1998 | "Be Mine"                | Oxygen      | 103 | -      |
| 2001 | "Stuttering (Don't Say)" | Fire        | 33  | -      |

- Datos: Q736088